# サイモンフレーザー大学

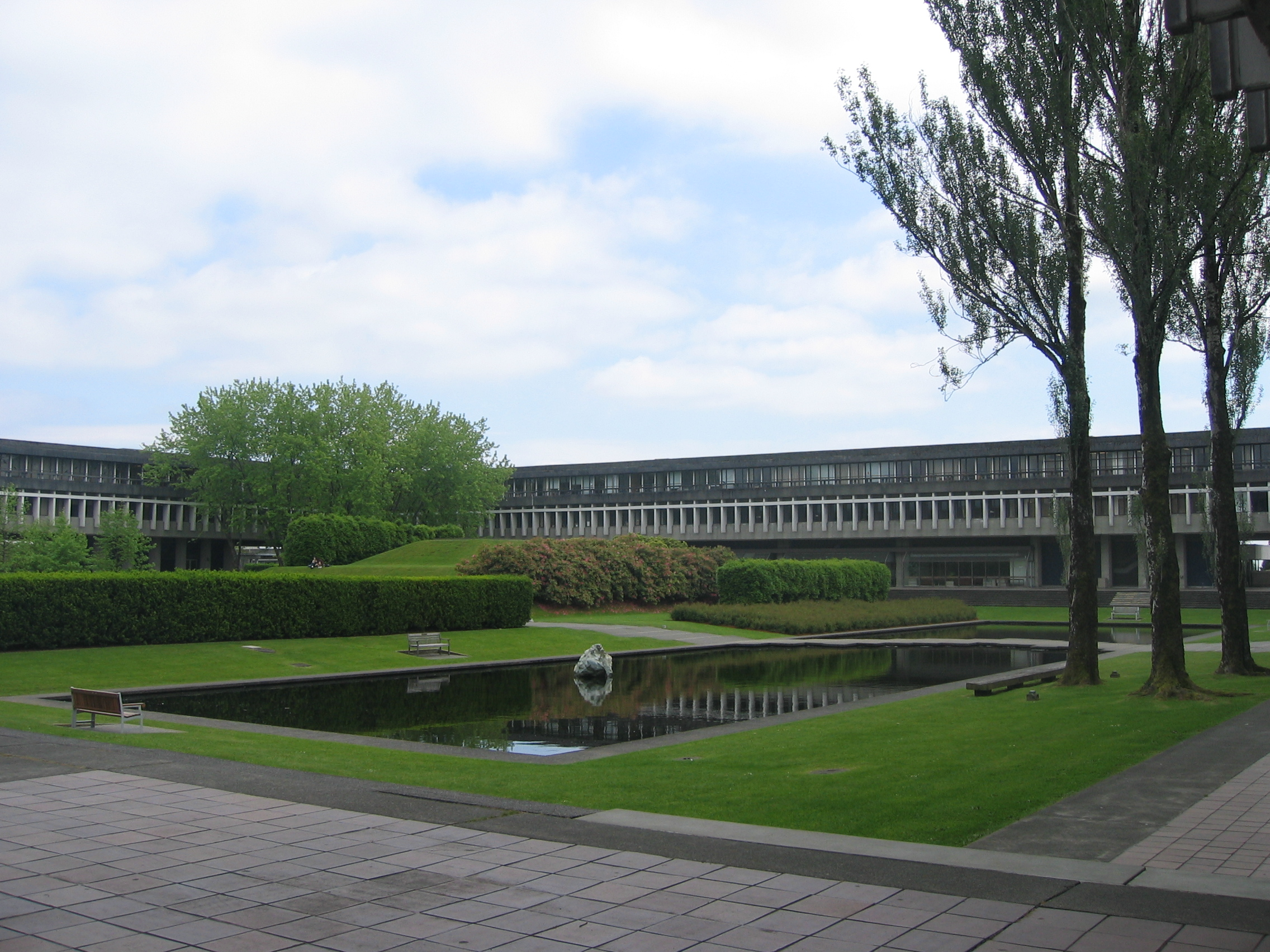
サイモンフレーザー大学

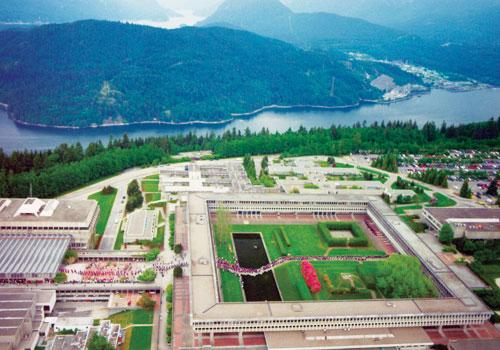
バーナビーキャンパス

サイモンフレーザー大学（SFU、Simon Fraser University）は、カナダ・ブリティッシュコロンビア州メトロバンクーバーに属するバーナビー市に本拠を置く州立の総合大学。

## 概観
1965年に創設され、カナダ西海岸を開拓した探検家サイモン・フレーザー（Simon Fraser）に因み命名された。
環境学やビジネス、犯罪学/刑事法学の名門校である。

### 規模
学生数は学部生が約29,700名。大学院生が約5,500名である。創立以来の卒業者数は111,000名を数え世界約130ヶ国に分布する。

### ランキング
毎年Maclean's誌上で発表されるカナダ国内の総合大学ランキングにおいて、2008年度から2016年度にかけて、9年連続で第1位を獲得。スペインのNational Research Council(CSIC)のCybermetrics Labo(CINDOC)が発表する世界大学ランキングでは、76位と高評価を受けている。

## 沿革
1963年1月、ブリティッシュコロンビア州の新大学建設の計画が、当時のブリティッシュコロンビア大学学長ジョン・B・マクドナルド（英語）により提案された。
州議会の可決の後、新大学の総長にゴードン・シュラム（英語）が就任し、高度400mのバーナビー山に大学を建設することになった。
キャンパス全体のデザインはコンペティション形式で競われ、ブリティッシュコロンビア大学准教授アーサー・エリクソン（英語）と建築家ジェフリー・マッセイのペアが最優秀デザインに輝いた。
建築作業は1964年の春に開始された。
そして、サイモンフレーザー大学は計画から30ヶ月という速さで1965年9月9日に創立し、わずか2,500名の学生でスタートを切った。

## 組織

### 学部・大学院
出典:
- Faculty of Applied Sciences（応用科学部）
  - School of Computing Science（計算科学科・修士課程・博士課程）
  - Schools of Engineering Science（工学科・修士課程・博士課程）
- Faculty of Arts and Social Sciences（人文・社会科学部）
  - Department of Sociology and Anthropology（社会学および人類学科・修士課程・博士課程）
  - School of Criminology（犯罪科学科・修士課程・博士課程）
  - Department of Economics（経済学科・修士課程・博士課程）
  - Department of English（英語学科・修士課程・博士課程）
  - Department of French（仏語学科・修士課程）
  - Department of Gender, Sexuality, and Women's Studies（性差学女性学科・修士課程・博士課程）
  - Department of Gerontology（老年学科・修士課程・博士課程）
  - Department of History（歴史学科・修士課程・博士課程）
  - Department of Humanities（人文科学科・修士課程）
  - School for International Studies（国際学科・修士課程）
  - Department of Linguistics（言語学科・修士課程・博士課程）
  - Department of Philosophy（哲学科・修士課程・博士課程）
  - Department of Political Science（政治学科・修士課程・博士課程）
  - Department of Psychology（心理学科・修士課程・博士課程）
  - <Non-Departmental Programs>
    - Asia-Canada Program（アジア－カナダ学課程）
    - Cognitive Science Program（認識科学課程）
    - Explorations in Arts and Social Sciences program（人文・社会科学研究課程）
    - First Nations Studies Program (Burnaby)（ファーストネーション研究課程）
    - First Nations Studies Program (Kamloops)（ファーストネーション研究課程）
    - French Cohort Program（仏語による政治学課程・仏語による仏語課程）
    - Graduate Liberal Studies Program（教養課程）
    - Hellenic Studies Program（ギリシア学課程）
    - Language Training Institute（外国語会話講座）
    - Latin American Studies Program（ラテンアメリカ学課程・修士課程）
    - Public Policy Program（社会政策学課程・修士課程）
    - Urban Studies Program（都市学課程・修士課程）
    - World Literature Program（世界文学課程）

- Faculty of Business Administration（商学部）
  - The Beedie School of Business（ビーディースクールオブビジネス・修士課程・博士課程）

- Faculty of Communication, Art and Technology（情報伝達芸術技術学部）
  - School of Communication（情報伝達学科・修士課程・博士課程）
  - School for the Contemporary Arts （現代芸術学科・修士課程）
  - School of Interactive Arts and Technology（芸術技術学際分野学科・修士課程・博士課程）
  - <Non-Departmental Programs>
    - Publishing Program（出版学課程・修士課程）
    - Centre for Digital Media（デジタルメディア学課程・修士課程）

- Faculty of Education（教育学部・修士課程・博士課程）
  - Centre for Education, Law, and Society（教育と法・社会の関わり分野研究センター）
  - David Wheeler Institute for Research in Mathematics Education（数学教育学研究所）
  - Centre for Research on Early Child and Health Education （CRECHE：幼児児童の教育健康社会生活研究センター）
  - Institute for Studies in Teacher Education（教師教育学研究所）
  - Centre for the Study of Educational Leadership and Policy（教育政策学研究センター）
  - International Centre of Art for Social Change（社会変化に関する国際研究センター）
  - Centre for Research on International Education （国際教育に関する研究センター）
  - Centre for Imaginative Education（創造力を利用した教育法研究センター）
  - Institute for the Study of Teaching and Learning in the Disciplines（各分野における教授および学習に関する研究所）
  - <Research Initiatives> 
    - ENGRAMMETRON - Educational Neuroscience Laboratory（教育学的神経科学研究室）
    - Imaginative Education Research Group （IERG：創造力を利用した教育法研究会）

- Faculty of Environment（環境学部）
  - Department of Archaeology（考古学科・修士課程・博士課程）
  - Department of Geography（地理学科・修士課程・博士課程）
  - School of Resource and Environmental Management（資源環境管理学科・修士課程・博士課程）
  - Centre for Sustainable Community Development（持続可能共同体支援センター）
  - <Non-Departmental Programs>
    - Development and Sustainabilty Program（開発環境保護学課程）
    - Environmental Science Program（環境科学課程）

- Faculty of Health Sciences（健康科学部・修士課程）

- Faculty of Science（理学部）
  - Department of Biological Sciences（生物学科・修士課程・博士課程）
  - Department of Biomedical Physiology and Kinesiology（医生理学および身体運動学科・修士課程・博士課程）
  - Department of Chemistry（化学科・修士課程・博士課程）
  - Department of Earth Sciences（地学科・修士課程・博士課程）
  - Department of Mathematics（数学科・修士課程・博士課程）
  - Department of Molecular Biology and Biochemistry（分子生物学生化学科・修士課程・博士課程）
  - Department of Physics（物理学科・修士課程・博士課程）
  - Department of Statistics and Actuarial Sciences（統計学保険計理学科・修士課程・博士課程）
  - <Non-Departmental Programs>
    - General Science Program（一般科学課程）
    - Management and Systems Science Program（管理学およびシステム科学課程）
    - Surrey Science Programs

## キャンパス
バンクーバー郊外バーナビー市内のバーナビー山の上にある大学本部の他、バンクーバー市街地とサレーにキャンパスを持つ。

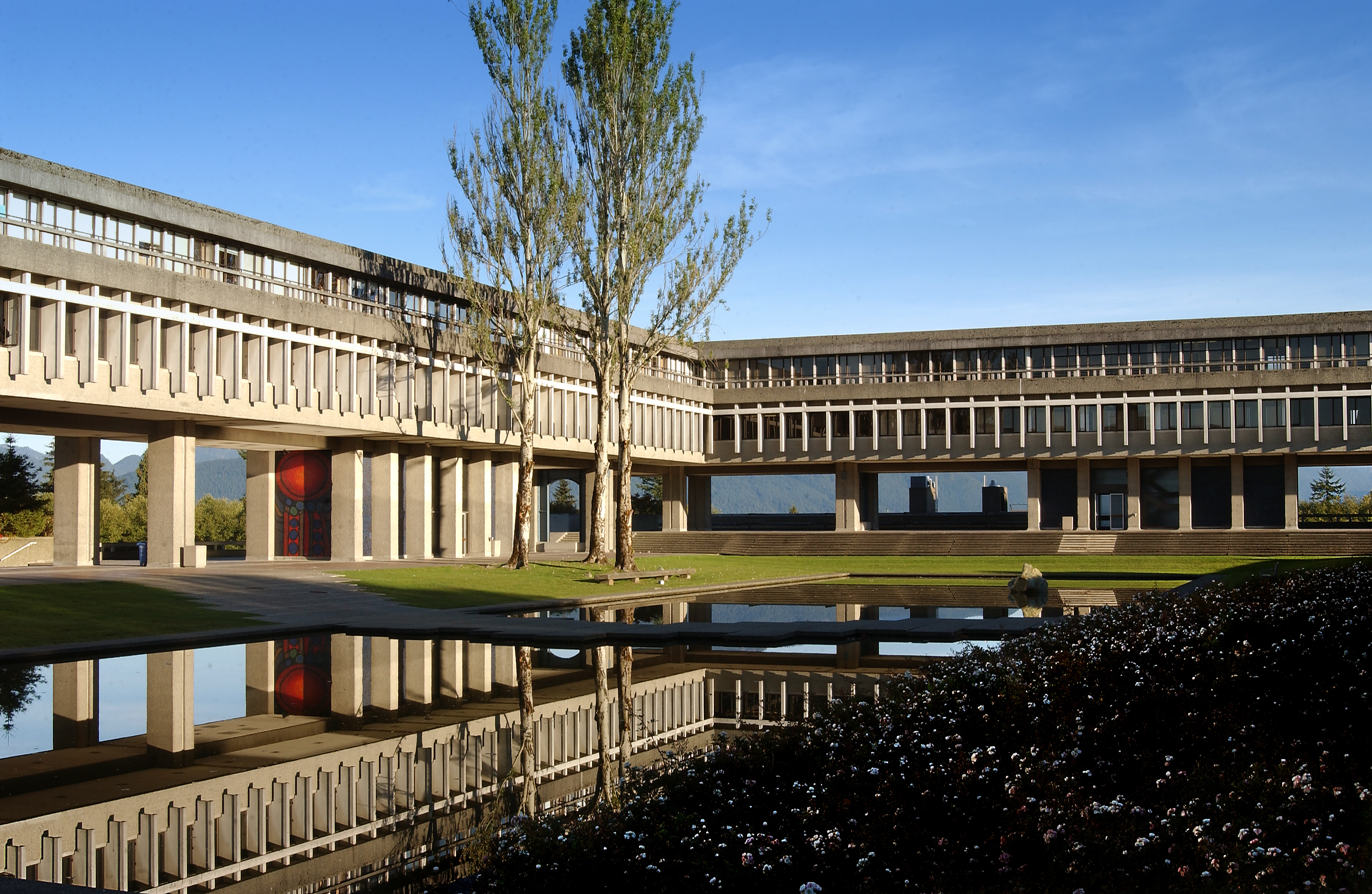
バーナビーキャンパス
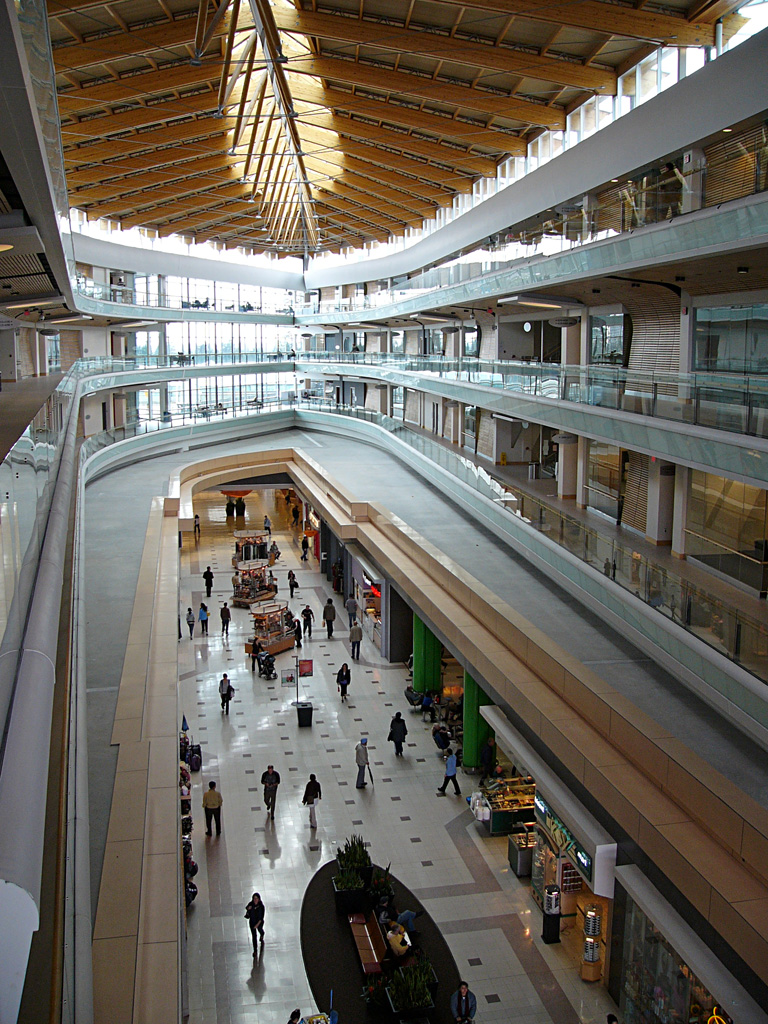
サレーキャンパス内部

## 出身者
- テリー・フォックス（義足のランナー）
- アルジャン・ブラー - カナダのレスリング選手、総合格闘家。ロンドンオリンピック代表。
- ダニエル・イガリ（シドニーオリンピックレスリングフリースタイル69kg級金メダリスト）
- ゴードン・キャンベル（英語版）（政治家・外交官。元ブリティッシュ・コロンビア州知事）
- 辰亦儒/ケルビン（中国語版）（台湾の歌手・俳優。飛輪海メンバー）
- ジェレミー・テン（フィギュアスケート選手）
- マーガレット・トルドー（英語版）（カナダ首相ピエール・トルドー元夫人）
- レイチェル・マースデン（ジャーナリスト）
- ジェイ・トリアーノ（バスケットボール指導者。元トロント・ラプターズヘッドコーチ）
- ミン・リー（プログラマー、ゲームディヴェロッパー。カウンターストライク作者）
- 渡辺真由子（メディアジャーナリスト）
- トビアス・A・シュリッスラー（撮影監督）

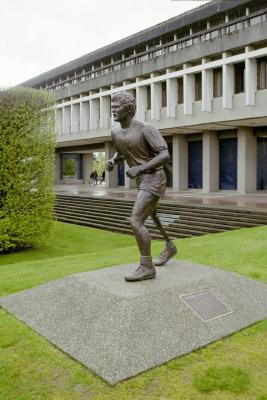
テリー・フォックスの像
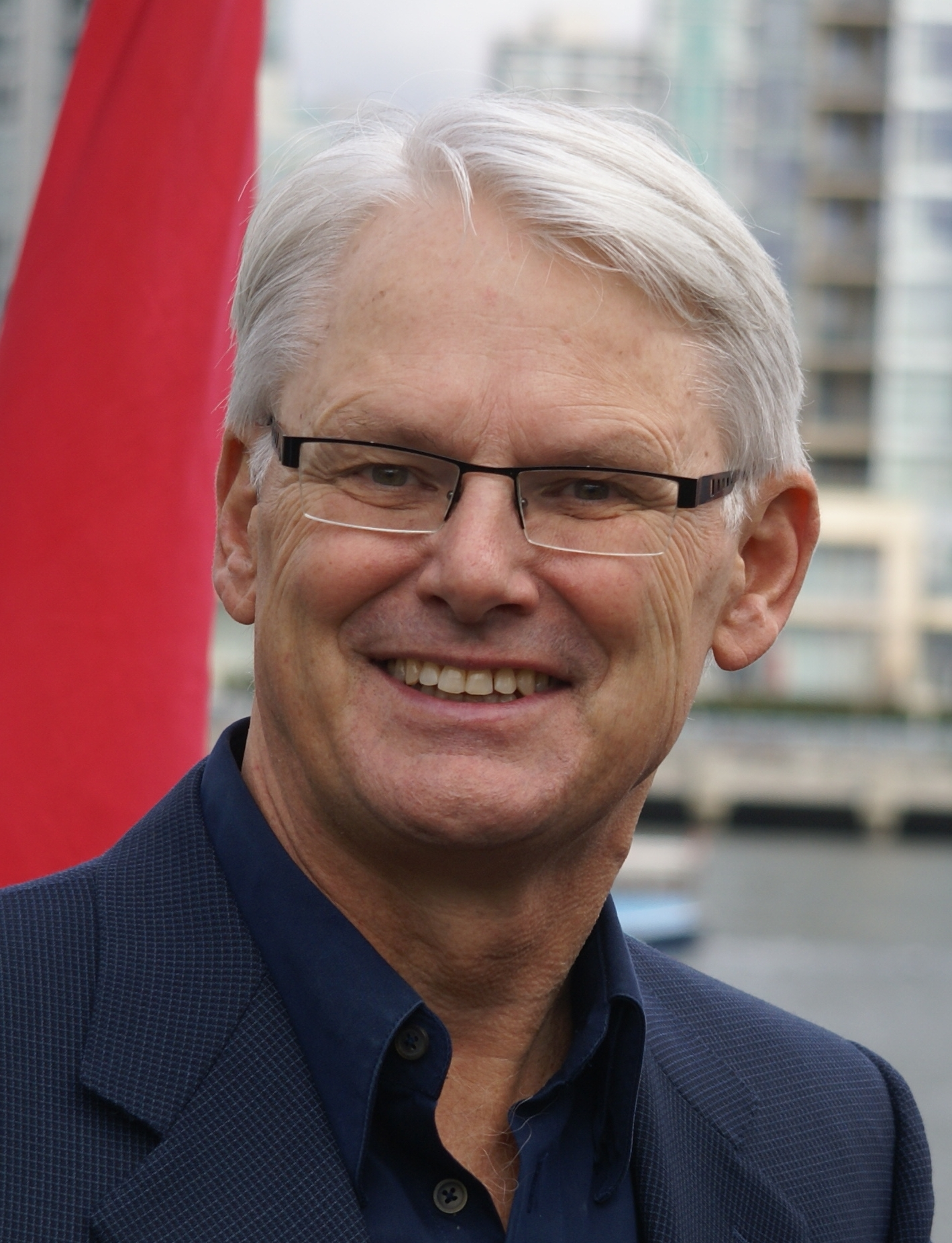
ゴードン・キャンベル（2008年）
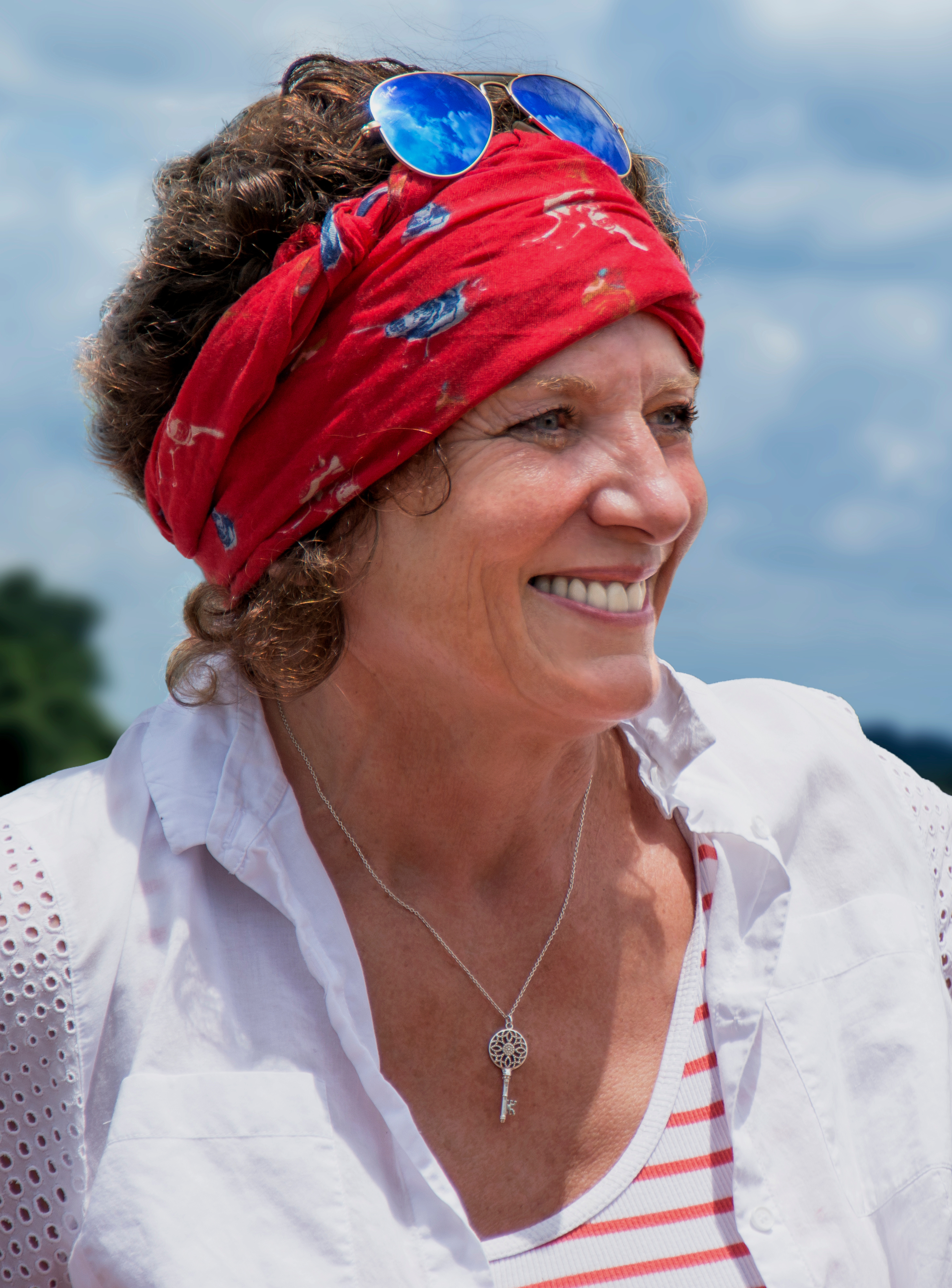
マーガレット・トルドー（2014年）

## その他
ドラマ「スターゲイト SG-1」「Xファイル」や、映画「シックス・デイ」「地球の静止する日」などのロケ地として使われた。

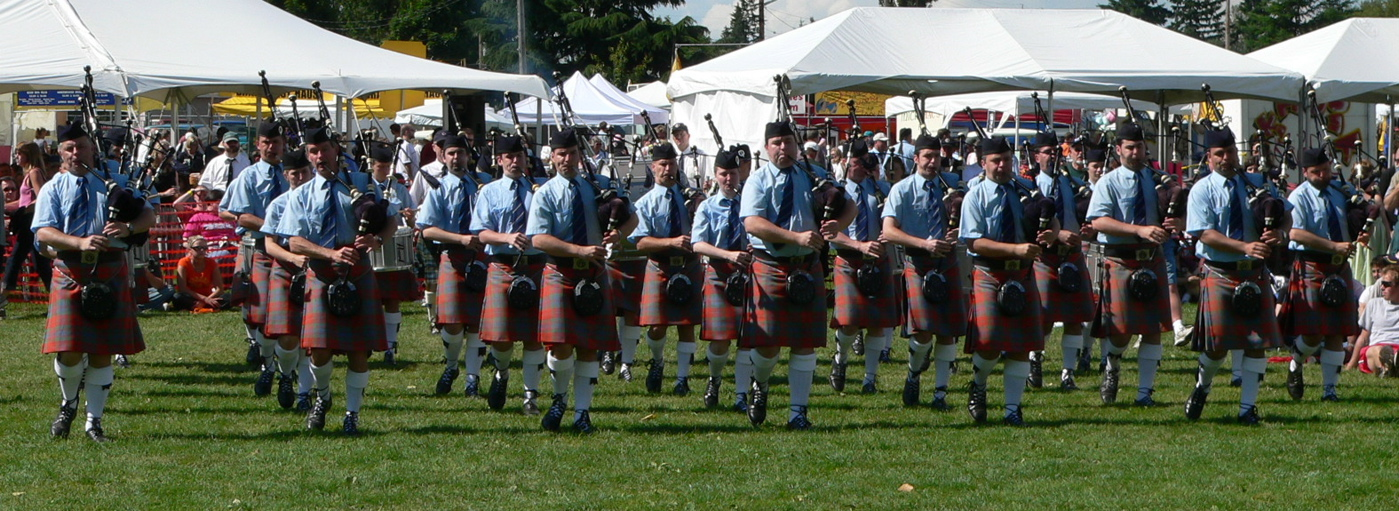
SFUパイプバンド

2003年7月5日、NHKのど自慢がバンクーバーで開かれたとき、ワールドパイプバンド選手権で何度も世界チャンピオンに輝いた当該大学のパイプバンド（pipes and drums）が登場した。日本のテレビに生放送で登場したのはおそらく初めて。

## 参考
1. 1 2  Institutional Research and Planning, Simon Fraser University. (Sept. 1, 2008). Academic and Support Staff Headcounts by Affiliation and Position Type By Campus. Retrieved May 31, 2010, from http://www.sfu.ca/irp/faculty_staff/documents/FS10.pdf.
2. ↑  Institutional Research and Planning, Simon Fraser University. (n.d.). Simon Fraser University - Fingertip Statistics. Retrieved May 31, 2010, from http://www.sfu.ca/irp/links/documents/fingertip.pdf
3. 1 2  SFU Alumni Association. (n.d.). SIMON FRASER UNIVERSITY ALUMNI ASSOCIATION ANNUAL REPORT 2010/2011. Retrieved July 15, 2011, from http://www.sfu.ca/content/dam/sfu/alumni/SFUAA_AnnualReport2011_web.pdf
4. ↑  John B. Macdonald. (1962). HIGHER EDUCATION IN BRITISH COLUMBIA and a plan for THE FUTURE. Vancouver, Canada: The University of British Columbia.
5. ↑  Simon Fraser University. (2009). History of Simon Fraser University. CALENDAR 2009|2010 (p. 4). Burnaby, Canada: SFU Student Services.
6. ↑  GRADUATE STUDIES. (n.d.). Retrieved July 16, 2011, from http://www.sfu.ca/~gradap/documents/grad-studies.pdf